# Aeropuerto Nacional Jorge Jiménez Cantú
El Aeropuerto Nacional Jorge Jiménez Cantú o Aeropuerto de Atizapán (Código IATA: AZP - Código OACI: MMJC - Código DGAC: JJC), es un aeropuerto localizado en Atizapán de Zaragoza, Estado de México, México, al norte de la Zona Metropolitana del Valle de México. Actualmente solamente ofrece servicio de aviación general.

## Información
El aeropuerto se encuentra ubicado en la Zona Esmeralda de Atizapán de Zaragoza, a unos cuantos kilómetros de vías de comunicación, y cerca de las zonas industriales de Naucalpan y Tlalnepantla. 
Cuenta con dos plataformas de estacionamiento para aeronaves, doce hangares, edificio terminal con torre de control que alberga a la administración, la comandancia, sala de pilotos y servicios sanitarios. También cuenta con una pista de aterrizaje de 1,300 metros de longitud y 37 metros de ancho con 115 metros de umbral desplazado en la cabecera 22 y 60 metros en la cabecera 04, dando una longitud total de 1,475 metros. La cabecera 04 se encuentra a 2,475 m s. n. m. mientras que la cabecera 22 se encuentra a 2,430 m s. n. m. dejando una diferencia de 45 m y 1.9837° de inclinación, por lo que con vientos mayores a 10 nudos se debe usar la cabecera 04 para despegar y la 22 para aterrizar.
Las condiciones meteorológicas de este Aeropuerto son excelentes, ya que en los días en que el Aeropuerto Internacional de la Ciudad de México y el Aeropuerto Internacional Lic. Adolfo López Mateos permanecen cerrados por niebla o mal tiempo, el Aeropuerto Dr. Jorge Jiménez Cantú está en servicio y con buenas condiciones meteorológicas.
El aeropuerto cerró sus operaciones en junio de 2012, ya que se llevó a cabo su remodelación. Reanudó operaciones en junio de 2013 con una plataforma más amplia, la pista totalmente reconstruida, y una notable mejora en sus instalaciones. Dicho aeropuerto cuenta con una pista de 1,300 metros de longitud y 40 metros de ancho, así como hangares, torre de control (que opera como AFIS), y Terminal México. Es utilizado mayormente por escuelas de vuelo y aviación general.
En el Aeropuerto de Atizapán se encuentran basadas 153 aeronaves de las cuales 93 son de ala fija, 8 de ala rotativa, 51 aeroestátos y 2 ultraligeros.

## Accidentes e incidentes
- El 15 de febrero de 2003 aterrizó de emergencia en el Aeropuerto Internacional de la Ciudad de México la aeronave Cessna 210 con matrícula XB-HKC debido a una falla en el tren de aterrizaje de la nariz, no hubo lesionados. La aeronave había despegado de Atizapán para hacer un vuelo local.[7]

- El 12 de agosto de 2007 una aeronave Cessna 206 con matrícula XA-ASQ operada por Trans Mens Foraneos, S.A de C.V. se estrelló en terreno cerca de Petatlán por causas desconocidas mientras realizaba un vuelo bajo reglas visuales del Aeropuerto de Zihuatanejo hacia el Aeropuerto de Atizapán, matando a sus tres ocupantes.[8]

- El 2 de octubre de 2007 una aeronave Aeronca 7 Champion modelo 7FC Tri-Traveller matrícula XB-MAF, piloteado por el político y actor José Antonio Ríos Granados, se estrelló a 1.5 millas del Aeropuerto de Atizapán sobre unas viviendas en la Colonia Ex-Hacienda Tierra de En Medio del municipio de Atizapán de Zaragoza, poco después de haber despegado. En el lugar perdió la vida el exalcalde, resultando heridos el copiloto y dos personas en tierra.[9]

- El 11 de abril de 2010 una aeronave Cessna 411 con matrícula XB-KEA se accidentó al aterrizar en el Aeropuerto de Atizapán en una corriente descendente que afectó a la aeronave del lado izquierdo ocasionó que se despistara y se impactara con unos árboles quedando los cinco ocupantes sin heridas de gravedad. La aeronave había partido del Aeropuerto Nacional Ingeniero Fernando Espinosa Gutiérrez de Querétaro.[10]

- El 15 de junio de 2016 aterrizó de emergencia en el Aeropuerto de Ciudad de México debido a una falla de motor la aeronave Cessna 182 con matrícula XB-EAS que había partido del Aeropuerto de Córdoba hacia Atizapán. No hubo lesionados.[11][12]

- El 22 de junio de 2017 se desplomó cerca de la comunidad de San Felipe Santiago en el municipio de Villa de Allende la aeronave Cessna 172 con matrícula XB-LYH perteneciente a Escuela de Aviación México. La aeronave había despegado de Atizapán para un vuelo de instrucción y en el accidente no hubo lesionados graves.[13][14]

- El 15 de febrero de 2018 se precipitó a tierra una aeronave Cessna 172 Skyhawk con matrícula XB-NWP perteneciente a Escuela de Aviación México después de despegar del Aeropuerto de Atizapán para realizar un vuelo de instrucción. La aeronave intentó aterrizar de emergencia en el mismo lugar pero no logró llegar a la pista, estrellándose contra un árbol y partiéndose en dos. No hubo heridos.[15][16]

- El 14 de diciembre de 2018 una aeronave Cessna P210N Pressurized Centurion II con matrícula XB-BWG que operaba un vuelo privado se precipitó a tierra durante su aproximación al Aeropuerto de Atizapán, impactando en zona boscosa a unos metros de la cabecera de la pista, matando a sus 2 ocupantes.[17][18]

- El 3 de mayo de 2019 una aeronave Cessna T210L Centurion con matrícula XB-NLS que realizaba un vuelo local en el Aeropuerto de Atizapán se estrelló a 250 metros de la cabecera 22 durante su aproximación debido a un fallo en la aeronave que hizo al piloto perder el control. Tras estrellarse, la aeronave se incendió matando al piloto.[19][20][21]

- El 10 de marzo de 2020 una aeronave Cessna 150 con matrícula XB-BZB operada por aire escuela de vuelo  se precipitó a tierra cerca de la pista de aterrizaje del Aeropuerto de Atizapán mientras se realizaban prácticas de vuelo en dicha aeronave. El instructor y el alumno resultaron con heridas leves tras el accidente.[22][23]

## Aeropuertos cercanos
Los aeropuertos más cercanos son:
- Aeropuerto Internacional de la Ciudad de México (27 km)
- Aeropuerto Internacional Felipe Ángeles (38 km)
- Aeropuerto Internacional Lic. Adolfo López Mateos (39 km)
- Aeropuerto Internacional General Mariano Matamoros (82 km)
- Aeropuerto Internacional de Puebla (107km)